# Lluïsa de Dinamarca i Noruega
Lluïsa de Dinamarca i Noruega (danès: Louise af Danmark)  (palau de Christiansborg, 30 de gener de 1750 - Castell de Gottorf, 12 de gener de 1831) era filla del rei Frederic V de Dinamarca (1723-1766) i de Lluïsa de Gran Bretanya (1724-1751), filla del rei Jordi II. Era, doncs, una princesa de la Casa d'Oldenburg, i amb el seu matrimoni va esdevenir landgravina de Hessen-Kassel. La seva filla gran, Maria d'Hesse-Kassel, era l'esposa de Frederic VI de Dinamarca.

## Biografia
La princesa Louise va néixer el 30 de gener de 1750 al palau de Christiansborg, la residència principal de la monarquia danesa al centre de Copenhaguen. Era filla de Frederic V, rei de Dinamarca i Noruega, i de la seva primera esposa Luisa de Gran Bretanya. En néixer, Louise tenia dues germanes grans, la princesa Sofia Magdalena i la princesa Guillermina Caroline, i un germà gran el príncep hereu Christian. El 1751, un any després del naixement de Louise, la seva mare, la reina Louise, va morir durant el seu sisè embaràs, amb només 27 anys. L'any següent el seu pare es va tornar a casar amb la duquessa Juliana Maria de Brunswick-Wolfenbüttel, que va donar a llum el germanastre de Louise, el príncep Frederic el 1753.
La princesa Louise era considerada la més bella i animada dels fills de Frederic V, però també la més reservada. Era la germana preferida de Cristià VII, i ell ja des de la infància estava molt lligat al seu "Louison", com ell l'anomenava.

## Matrimoni i fills
El 1756, la germana de la reina Lluïsa, Maria, que estava separada del seu marit, el landgrave Frederic II de Hesse-Kassel, es va traslladar a Dinamarca per tenir cura dels fills de la seva germana difunta. Va portar els seus tres fills amb ella, que es van criar a la cort danesa amb els seus cosins danesos. El 30 d'agost de 1766 es va casar a la capella del palau de Christiansborg, Louise es va casar amb el segon més gran d'ells, el seu cosí, landgrave Carles de Hesse-Kassel, fill de Frederic II de Hessen-Kassel i de Maria de Hannover del Regne Unit, germana de la seva mare.. El matrimoni va tenir lloc amb el consentiment del seu germà, el rei Cristià VII, malgrat els consells donats en contra, a causa de moltes acusacions de disbauxa del Landgrave Carles i de la poca influència que va tenir sobre el rei. Això, però, no va durar, ja que els sentiments càlids de Christian VII cap a ell aviat es van evaporar i, a la primavera de 1767, la parella va deixar Copenhaguen per viure a Hanau.
El matrimoni va tenir sis fills:
- Maria Sofia (20 d'octubre de 1767 – 21 de març de 1852), casada amb el que seria rei de Dinamarca amb el nom de Frederic VI.
- Guillem (15 de gener de 1769 – 14 de juliol de 1772).
- Frederic (24 de maig de 1771 – 24 de febrer de 1845), casat amb Clara de Brockdorff.
- Juliana (19 de gener de 1773 – 11 de març de 1860), abadessa protestant d'Itzehoe.
- Cristià (14 d'agost de 1776 – 14 de novembre de 1814)
- Lluïsa Carolina (28 de setembre de 1789 – 13 de març de 1867), casada amb el duc Guillem de Glücksburg (1785-1831).

## Vida posterior
Tindria el seu primer fill a Hanau, Marie Sophie, princesa de Hesse el 20 d'octubre de 1767 i després el seu segon, Guillem, príncep de Hesse el 20 de gener de 1769. La família es traslladaria llavors al castell de Gottorp després que el seu cònjuge fos nomenat governador de Schleswig Holstein. El 1770, el rei Christian VII va donar a la seva germana una parròquia i una terra a Güby, Schleswig-Holstein, que va rebre el nom de Louisenlund en honor seu. L'estiu de 1770, Louise i Carles van acollir el rei i la reina durant la seva gira pels ducats en el seu camí cap a la frontera alemanya. Durant la seva estada, van circular rumors sobre l'afer entre la reina i Struensee a causa de les seves maneres, i es va observar que la reina estava ansiosa per no estar a prop de Struensee en presència de Louise. Quan la parella reial va marxar, Louise es va sentir decebuda perquè no se li va demanar que els acompanyés en el seu viatge. Tindria el seu tercer fill el príncep Frederik de Hesse el 24 de maig de 1771.
Després de la destitució i l'execució de Johann Friedrich Struensee el 28 d'abril de 1772, el seu marit va tornar a trobar el favor del rei i amb això, va ser nomenat comandant en cap de l'exèrcit noruec. el setembre de 1772. Es deia que Carles planejava augmentar el suport a Noruega per a un cop d'estat per prendre el poder de regència sobre el rei del príncep Frederic i la reina vídua Juliana. Louise no el va acompanyar inicialment allà, però quan va tornar a Dinamarca l'abril de 1773, va tornar amb ell a Noruega al juny. Van ser molt ben rebuts a Christiania, i a la seva arribada a Trondhjem, un aristòcrata, Nordahl Brun, els va acollir com la "parella celestial" i va saludar Louise amb un poema. En paraules del propi landgrave, es va fer tan popular que els noruecs el tindrien de bon grat com a rei. Això era clarament una il·lusió, i la gent de Christiania aviat va trobar el cost d'entretenir constantment la parella, una gran càrrega per a les despeses de la ciutat. Exigències cares, com ara noves cadires daurades per seure durant el servei de l'església i un arc de triomf per a l'entrada oficial de Louise a Christiania on exemples de l'estàndard que la parella reial va exigir per al seu estendard durant la seva estada i va crear antipatia entre la població. El 4 de setembre, Louise i Carles van organitzar un ball i una recepció a la cort en honor de l'aniversari de la reina Juliana Maria i van marxar el 8 de setembre de 1773.
Amb els ingressos més grans del seu marit, va fer que Hermann von Motz construís el castell de Louisenlund als terrenys de Güby com a residència d'estiu per a la parella. La princesa tindria el seu quart fill Juliane, princesa de Hesse el 19 de gener de 1773, abans de deixar Noruega i traslladar-se al castell de Louisenlund el 1774. El seu marit també va ser nomenat mariscal de camp el mateix any, però es mantindria allunyat dels cercles polítics i romandria a Louisenlund fins al 14è canvi de govern l'abril de 1784. El nou canvi va provocar una estreta amistat amb el príncep hereu Frederik, que també es casaria amb la seva filla, la princesa Marie Sophie. Més tard es convertirien en el rei Frederic VI de Dinamarca i en la reina Maria Sofia de Dinamarca .
La princesa Louise tindria dos fills més, el príncep Christian de Hesse, nascut el 14 d'agost de 1776 i la princesa Louise Caroline de Hesse-Kassel, nascuda el 28 de setembre de 1789. El seu marit va continuar com a comandant en cap de l'exèrcit noruec fins al 1814 i governador de Schleswig Holstein durant tota la seva vida. Va morir al castell de Gottorp el 12 de gener de 1831 i va ser enterrada a la catedral de Schleswig.